# Gończy z Jury - St. Hubert
Gończy z Jury – St. Hubert – jedna z ras psów, należąca do grupy psów gończych i posokowców, zaklasyfikowana do sekcji psów gończych.

## Krótki rys historyczny
Rasa powstała w XVI wieku. Wywodzi się od wymarłych już gończych francuskich.

## Użytkowość
Pies jest świetnym tropowcem, nadającym się do polowań i na drobną zwierzynę typu zające czy lisy i na grubego zwierza np. jelenia. Tropiąc głośno szczeka.

## Charakter i temperament
Przyjazny, wytrzymały i aktywny.

## Wygląd
Umaszczenie podpalane z czarnymi plamami na tułowiu, głowie i nogach, często w kształcie czapraka. Sierść krótka. Skóra na czole, podgardlu  i grzbiecie pofałdowana. Nos czarny i duży, z szerokimi nozdrzami, podobnie jak u gończego z Jury Bruno. Uszy długie, zwisające. Grzbiet dość długi i prosty. Mocne uda, nogi i pazury. Ogon uniesiony do góry.